# Tuc de Canejan
El Tuc de Canejan és una muntanya de 2.666 metres que es troba entre els municipis de Canejan a la Vall d'Aran i Coserans.